# أبو دراز
قرية أبو دراز هي إحدى القرى التابعة لمركز فوه في محافظة كفر الشيخ في جمهورية مصر العربية. حسب إحصاءات سنة 2006، بلغ إجمالي السكان في أبودراز 6179 نسمة، منهم 3175 رجلا و3004 امرأة.